# باب ویلیس
باب ویلیس (انگلیسی: Bob Willis; زاده ۳۰ مهٔ ۱۹۴۹ – درگذشته ۴ دسامبر ۲۰۱۹) بازیکن کریکت، و بازیکن فوتبال اهل بریتانیا بود.
از باشگاه‌هایی که در آن بازی کرده‌است می‌توان به سووری اشاره کرد.